# 두산 베어스의 준플레이오프 선수 목록
두산 베어스 역대 준플레이오프 선수 명단은 두산 베어스(전신 OB 베어스 포함)가 참가한 8번의 준플레이오프 선수 명단이다. 또한 두산 베어스(전신 OB 베어스 포함)가 참가한 준플레이오프는 1993년, 1998년, 2001년, 2004년, 2009년, 2010년, 2012년, 2013년, 2015년이다.

## 준플레이오프 선수 명단
| 년도 | 감독   | 코치                                                         | 투수                                                                                  | 포수                   | 내야수                                                               | 외야수                                                         | 상대팀        | 시리즈 전적                       |
| ---- | ------ | ------------------------------------------------------------ | ------------------------------------------------------------------------------------- | ---------------------- | -------------------------------------------------------------------- | -------------------------------------------------------------- | ------------- | --------------------------------- |
| 2015 | 김태형 | 유지훤, 한용덕, 권명철 박철우, 강인권, 강석천 전형도, 강동우 | 노경은, 니퍼트, 스와잭 오현택, 유희관, 윤명준, 이현승, 이현호, 장원준 진야곱, 함덕주  | 양의지, 최재훈         | 고영민, 김동한, 김재호 로메로, 오재원, 오재일 최주환, 허경민, 홍성흔 | 김현수, 민병헌, 박건우 장민석, 정수빈, 정진호                  | 넥센 히어로즈 | OOXO 3승 1패 플레이오프 진출      |
| 2013 | 김진욱 | 황병일, 정명원, 권명철 송재박, 장원진, 김민재 조원우, 강성우 | 김선우, 노경은, 니퍼트 변진수, 오현택, 유희관 윤명준, 이재우, 정재훈 핸킨스, 홍상삼   | 양의지, 최재훈         | 김재호, 손시헌, 오재원 오재일, 이원석, 최주환 최준석, 허경민, 홍성흔 | 김현수, 민병헌, 이종욱 임재철, 정수빈                          | 넥센 히어로즈 | XXOOO 3승 2패 플레이오프 진출     |
| 2012 | 김진욱 | 이토, 송재박, 김민호 정명원, 장원진, 전형도 권명철, 고마키   | 김강률, 김상현, 김선우 김승회, 김창훈, 노경은 니퍼트, 변진수, 이용찬 프록터, 홍상삼   | 양의지, 최재훈         | 김재호, 오재원, 오재일 윤석민, 이원석, 최주환 최준석, 허경민         | 김재환, 김현수, 민병헌 이종욱, 임재철                          | 롯데 자이언츠 | XXOX 1승 3패 플레이오프 진출 실패 |
| 2010 | 김경문 | 김광수, 강인권, 김민호 송재박, 신경식, 윤석환                | 고창성, 김선우, 김승회 김창훈, 왈론드, 이현승 임태훈, 정재훈, 홍상삼 히메네스         | 양의지, 용덕한, 이성열 | 고영민, 김동주, 김재호 손시헌, 오재원, 이두환 이원석, 최준석         | 김현수, 민병헌, 이종욱 임재철, 정수빈                          | 롯데 자이언츠 | XXOOO 3승 2패 플레이오프 진출     |
| 2009 | 김경문 | 김광수, 강인권, 김광림 김민호, 김태형, 윤석환                | 고창성, 금민철, 김상현 김선우, 니코스키, 세데뇨 이용찬, 이재우, 임태훈 정재훈, 홍상삼 | 용덕한, 최승환         | 고영민, 김동주, 김재호 손시헌, 오재원, 이원석                        | 김현수, 민병헌, 이성열 이종욱, 임재철, 정수빈                  | 롯데 자이언츠 | XOOO 3승 1패 플레이오프 진출      |
| 2004 | 김경문 | 김광수, 김태형, 양승호 윤석환, 최훈재, 한영준                | 구자운, 권명철, 레스 박명환, 이경필, 이혜천 전병두, 정성훈, 정재훈                    | 강인권, 홍성흔         | 김동주, 나주환, 문희성 백승훈, 안경현, 정원석 홍원기                 | 김창희, 알칸트라, 유재웅 이승준, 임재철, 장원진 전상렬, 최경환 | KIA 타이거즈  | OO 2승 0패 플레이오프 진출        |
| 2001 | 김인식 | 양승호, 김광수, 김경문 김평호, 송재박, 최일언                | 구자운, 박명환, 이경필 이혜천, 정진용, 진필중 차명주, 최용호, 콜                      | 이대현, 이도형, 홍성흔 | 김동주, 김호, 송원국 안경현, 우즈, 정원석 홍원기                     | 강봉규, 심재학, 장원진 전상렬, 정수근, 최훈재                  | 한화 이글스   | OO 2승 0패 플레이오프 진출        |
| 1998 | 김인식 | 강태정, 김한근, 김평호 박철순, 백기성                        | 강병규, 김상진, 박명환 류택현, 이경필, 이광우 이혜천, 진필중, 최용호 한태균           | 김태형, 진갑용, 최기문 | 김동주, 우즈, 케세레스 이종민, 추성건, 안경현                        | 김실, 심정수, 장원진 전형도, 정수근                            | LG 트윈스     | XX 0승 2패 플레이오프 진출 실패   |
| 1993 | 윤동균 | 김광수, 유지훤, 이삼렬 박상열, 윤차균                        | 김상진, 김경원, 이광우 장호연, 권명철, 강병규 박철순, 박상근, 구동우 조영상           | 김태형, 박현영         | 이명수, 김형석, 김민호 황일권, 추성건, 안경현 김종석, 임형석, 구천서 | 김광림, 김상호, 최동창 강영수, 장원진                          | LG 트윈스     | XOX 1승 2패 플레이오프 진출 실패  |